# Walbecker Glocke

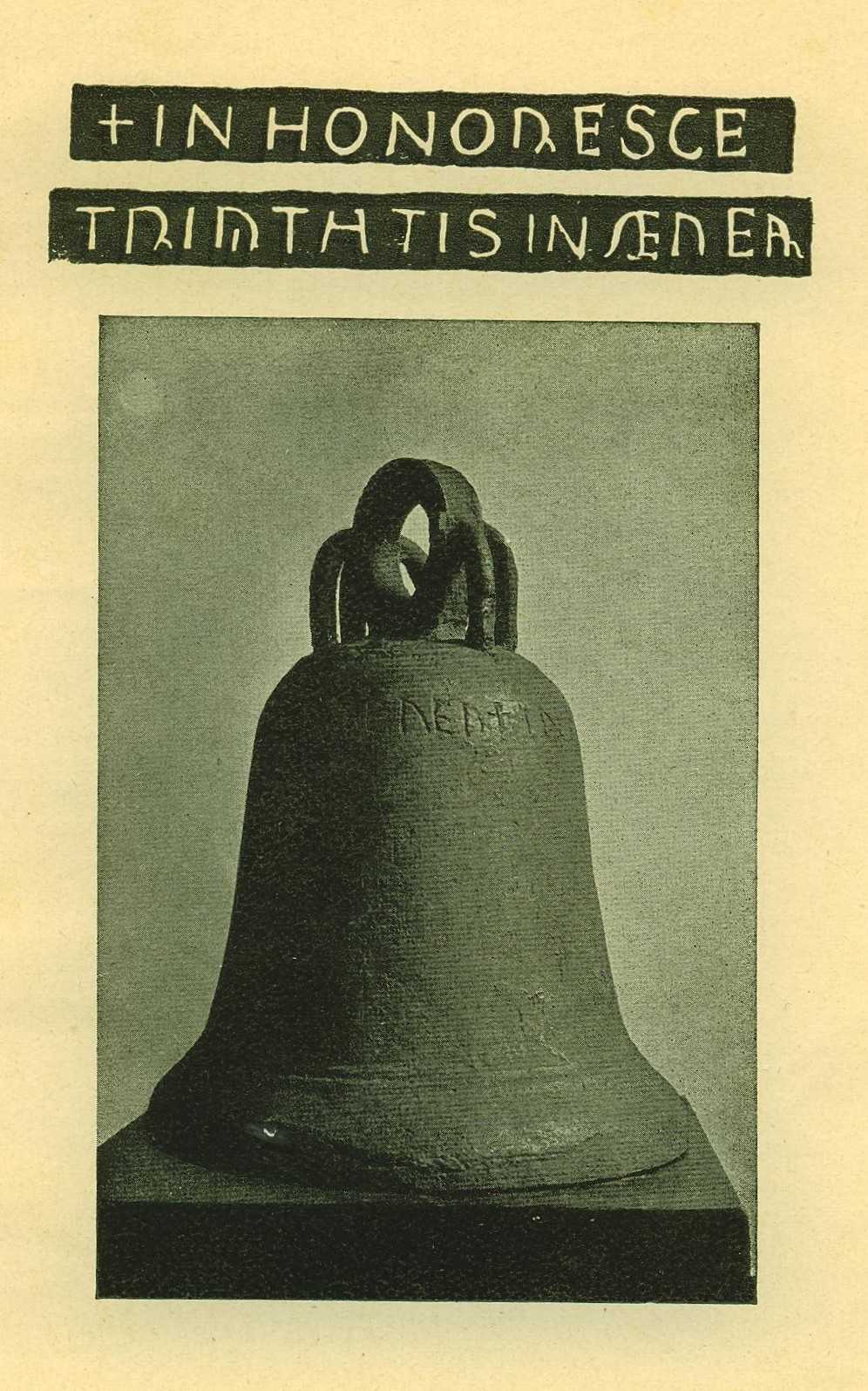
Walbecker Glocke und Inschrift

Die Walbecker Glocke ist eine der ältesten Kirchenglocken Deutschlands, die bis in die Neuzeit erhalten geblieben ist. In einem Bericht aus dem 20. Jahrhundert wurde sie als älteste Glocke Deutschlands bezeichnet.

## Gestaltung
Bei der Glocke handelt es sich um eine aus Bronze gegossene Theophilusglocke in Bienenkorbform. Die Glockenwandung ist vom Rand bis zu Haube, mit Ausnahme des Schlagrings, annähernd gleich stark. In der Haube befinden sich zwei dreieckige Gruben, sogenannte Schalllöcher (foramina), die den Nebenton der Glocke verstärken sollen, der maßgeblich zur Fülle des Haupttons beiträgt.
Die Glocke ist 68 cm hoch und hat einen Durchmesser von 50 cm. Ihr Gewicht wurde mit 210 Pfund angegeben. Über dem eigentlichen Klangkörper befindet sich eine Krone, die sich aus einer Mittelöhre und Seitenöhren zusammensetzt. Im Bereich der Krone sind noch Nähte nachweisbar, was auf eine zweiteilige Gussform schließen lässt. Die Oberfläche der Glocke ist rau. Die sonst übliche Glättung mit einem Sandstein erfolgte somit anscheinend nicht.
Wolm und Schulter der Glocke werden von jeweils zwei Wülsten geziert. Ein 3,5 cm breites Halsband trägt eine rechtsläufige und keilförmig eingetiefte Inschrift. Die Inschrift teilt nach einem Initialkreuz in Majuskeln die Weihe der Glocke an die Heilige Dreifaltigkeit mit. Sie lautet WALBECK ANNO M. IN HONOREM SCE TRINITATIS AMENEN (deutsch: Walbeck im Jahre 1000. Zu Ehren der heiligen Dreifaltigkeit in Ewigkeit). Die Deutung der Inschrift ist insbesondere hinsichtlich des letzten Wortes nicht einfach und wurde häufig fälschlich auch als AERE oder ETERNITATE gelesen.

## Datierung
Der Guss der Glocke könnte nach der Inschrift bereits im Jahr 1000 erfolgt sein. Eine Datierung auf das frühe 11. Jahrhundert erscheint tatsächlich wahrscheinlich. Aus einem Bericht Thietmar von Merseburgs geht hervor, dass die Stiftskirche St. Mariae virginis et Pancratii in Walbeck im Jahr 1011 abgebrannt sei und hierbei auch die Glocken zerstört wurden. Es wird von einem baldigen Wiederaufbau noch in der ersten Hälfte des 11. Jahrhunderts ausgegangen. Die Walbecker Glocke dürfte zu dieser Neuanschaffung gehört haben. Als Hinweis auf diese sehr frühe Entstehung wird auch die Form der Schrifttypen angegeben. Insbesondere die Schreibweise des Buchstaben M deutet darauf hin, da sich Ähnlichkeiten zur Schreibweise der Lullusglocke finden, die zwischen 1036 und 1059 in Hersfeld gestiftet wurde. Auch das äußere Erscheinungsbild weist deutliche Ähnlichkeiten zu anderen Glocken aus der Mitte des 11. Jahrhunderts auf. Eine Datierung, welche auf einem Vergleich mit einer auf das Jahr 1144 datierten Glocke aus Iggensbach beruht, kommt zu einem späteren Entstehungsdatum. Letztendlich erscheint eine Entstehung im zweiten Viertel des 11. Jahrhunderts jedoch als wahrscheinlich.

## Geschichte
Die Kirchenglocke befand sich zunächst im Kloster Walbeck in der dortigen Stiftskirche Unserer Lieben Frau (St. Mariae virginis et Pancratii). Nach Aufhebung des Stifts gaben die königlichen Behörden die Glocke dann an die Sankt-Eustachius-und-Agathe-Kirche nach Diesdorf bei Magdeburg ab. Hier diente sie vor allem als Schulglocke. Eine erste wissenschaftliche Erwähnung im Hinblick auf die kulturhistorische Bedeutung der Glocke datiert aus dem Jahr 1842.
Da der Ton der Glocke mit dem der anderen beiden in Diesdorf vorhandenen größeren Glocken nicht harmonierte, wurde sie 1885 an das Provinzialmuseum Halle verkauft und wohl 1886 (andere Quelle 1888) tatsächlich nach Halle gebracht.
Im Jahr 1915 begann die Umprofilierung des Museums zum Landesmuseum für Vorgeschichte. Die nun nicht mehr zum Zuschnitt des Museums passenden Glocken sollten daher abgegeben werden. Theodor Demmler vom Berliner Bodemuseum bekundete Interesse am Erwerb unter anderem der Walbecker Glocke. Ein Ankauf unterblieb jedoch zunächst. Der Direktor des Provinzialmuseums, Hans Hahne, drängte im Sommer 1917 in einem Schriftwechsel mit Wilhelm von Bode zur Durchführung des Verkaufs. Hintergrund war vermutlich, dass bei unterbliebenem Ankauf eine Einschmelzung zu Rüstungszwecken befürchtet wurde. Es wird angenommen, dass der Ankauf dann noch 1917 nach Genehmigung der Glockenabgabe durch den Landeshauptmann erfolgte. Zum Abtransport nach Berlin kam es jedoch zunächst, vermutlich durch die schwierige Situation des Ersten Weltkrieges 1918 nicht. Erst 1923, der hallische Provinzialkonservator Max Ohle hatte seit 1921 auf einen Fortgang gedrängt, erfolgte dann der Transport nach Berlin.
In einem Pressebericht aus dem Jahr 1933 wurde dann mitgeteilt, dass bei einer durchgeführten Inventur im Provinzialmuseum Halle die Glocke nicht mehr aufgefunden werden konnte und ihr Verbleib unbekannt sei. Ein Einschmelzen wird in diesem Bericht zwar besprochen, jedoch als unwahrscheinlich angesehen, da ihr hoher kulturhistorischer Wert aufgrund der ungewöhnlichen Form augenscheinlich war.
Tatsächlich befand sich die Glocke im Depot des Berliner Bodemuseums (Inventar-Nr. AE 511), wo sie auch die Kriegswirren des Zweiten Weltkriegs überstand. Die Glocke wurde jedoch bisher wohl noch in keiner öffentlichen Ausstellung gezeigt.